# Peter Robeson
Peter David Robeson, född 21 oktober 1929, död 29 september 2018, var en brittisk ryttare.
Robeson blev olympisk bronsmedaljör i hoppning vid sommarspelen 1964 i Tokyo.